# 日本国憲法第77条
日本国憲法 第77条（にほんこく（にっぽんこく）けんぽうだい77じょう）は、日本国憲法の第6章にある条文のひとつであり、最高裁判所の規則制定権について規定している。

## 条文
日本国憲法、e-Gov法令検索。

第七十七条
最高裁判所は、訴訟に関する手続、弁護士、裁判所の内部規律及び司法事務処理に関する事項について、規則を定める権限を有する。
② 検察官は、最高裁判所の定める規則に従はなければならない。
③ 最高裁判所は、下級裁判所に関する規則を定める権限を、下級裁判所に委任することができる。

## 沿革

### 大日本帝国憲法
なし

### 憲法改正要綱
なし

### GHQ草案
「GHQ草案」、国立国会図書館「日本国憲法の誕生」。

#### 日本語
第六十九条
最高法院ハ規則制定権ヲ有シ其レニ依リ訴訟手続規則、弁護士ノ資格、裁判所ノ内部規律、司法行政並ニ司法権ノ自由ナル行使ニ関係アル其ノ他ノ事項ヲ定ム
検事ハ裁判所ノ職員ニシテ裁判所ノ規則制定権ニ服スヘシ
最高法院ハ下級裁判所ノ規則ヲ制定スル権限ヲ下級裁判所ニ委任スルコトヲ得

#### 英語
Article LXIX.
The Supreme Court is vested with the rule-making power under which it determines the rules of practice and of procedure, the admission of attorneys, the internal discipline of the courts, the administration of judicial affairs, and such other matters as may properly affect the free exercise of the judicial power.
Public procurators shall be officers of the court and subject to its rule-making power.
The Supreme Court may delegate the power to make rules for inferior courts to such courts.

### 憲法改正草案要綱
「憲法改正草案要綱」、国立国会図書館「日本国憲法の誕生」。

第七十三
最高裁判所ハ訴訟手続、弁護士ニ関スル事項、裁判所ノ内部規律、司法事務処理及司法権ノ自由ナル行使ニ関スル事項ニ付規則ヲ定ムルノ権限ヲ有スルコト
検察官ハ最高裁判所ノ定ムル規則ニ従フコトヲ要シ最高裁判所ハ下級裁判所ニ関スル規則ヲ定ムルノ権限ヲ之ニ委任スルコトヲ得ルコト

### 憲法改正草案
「憲法改正草案」、国立国会図書館「日本国憲法の誕生」。

第七十三条
最高裁判所は、訴訟に関する手続、弁護士、裁判所の内部規律及び司法事務処理に関する事項について、規則を定める権能を有する。
検察官は、最高裁判所の定める規則に従はなければならない。
最高裁判所は、下級裁判所に関する規則を定める権限を、下級裁判所に委任することができる。

### 帝国憲法改正案
「帝国憲法改正案」、国立国会図書館「日本国憲法の誕生」。

第七十三条
最高裁判所は、訴訟に関する手続、弁護士、裁判所の内部規律及び司法事務処理に関する事項について、規則を定める権限を有する。
検察官は、最高裁判所の定める規則に従はなければならない。
最高裁判所は、下級裁判所に関する規則を定める権限を、下級裁判所に委任することができる。

## 解説
最高裁判所に裁判所の自律的事項について規則制定権があることを憲法上明文で保障する規定である。本条に基づく規則は最高裁判所規則として法令の一部を構成する。
同様の規則制定権としては、国会に関して日本国憲法第58条第2項が規定している。また、政令の制定権限については、日本国憲法第73条第6号に根拠がある。

## 判例
- 福岡地家裁甘木支部廃止取消請求事件（最二判平成3年4月17日）憲法81条